# Route des Sommets

La Route des Sommets est une route touristique de la région touristique des Cantons-de-l'Est au Québec.  Elle franchit trois MRC dont celles du Haut-St-François, du Granit (Région de Mégantic) et des Sources. Les paysages de cette région se démarquent avec ses hautes chaînes de montagnes et les lacs qui les entourent. La Route des Sommets est aménagée sur 193 kilomètres et traverse 18 municipalités. Son altitude peut varier entre 400 mètres

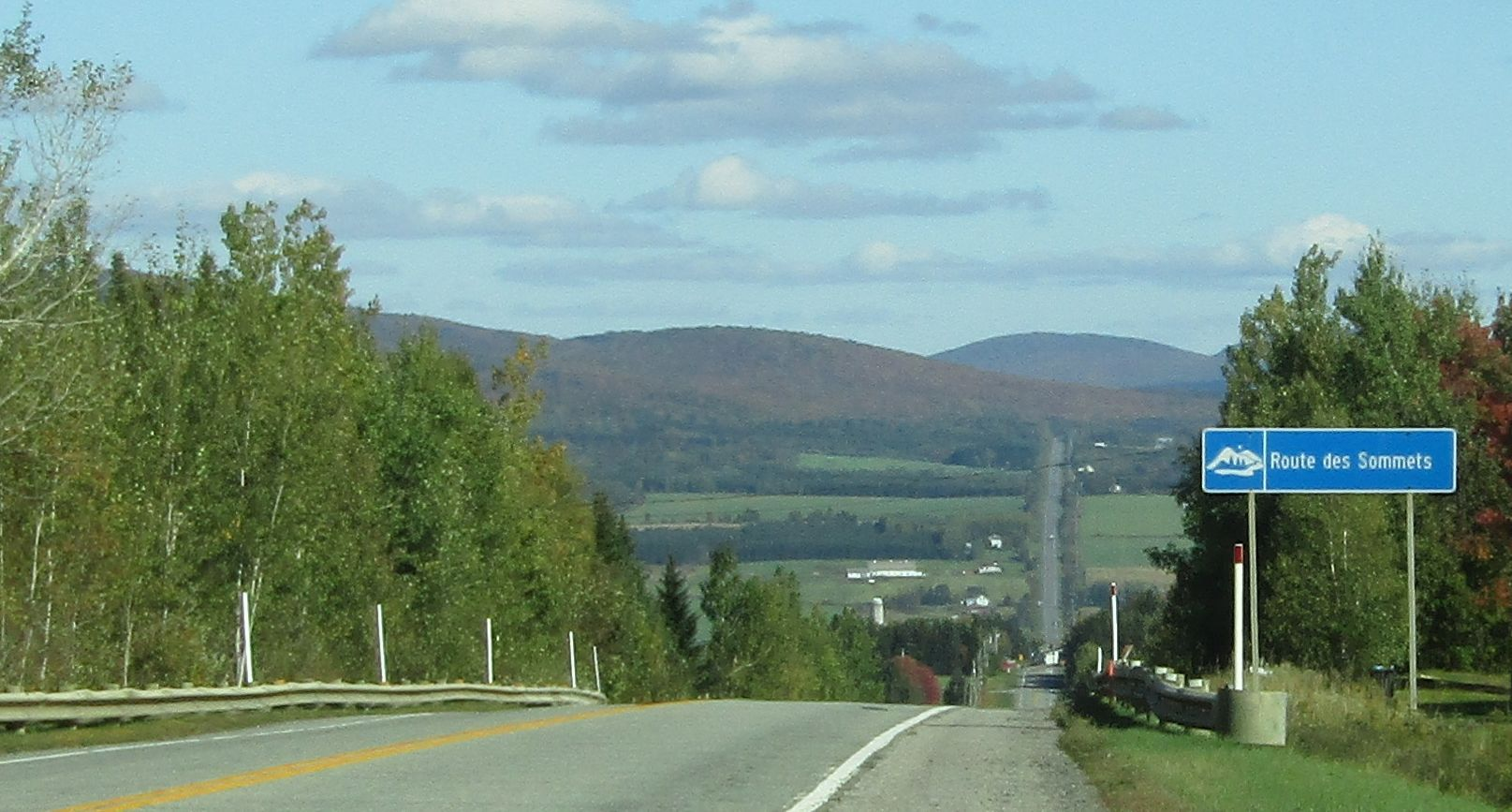
Début de la Route des Sommets près de La Patrie.

et 1 200 mètres.

## Tracé
La Route des Sommets traverse les municipalités de La Patrie, Notre-Dame-des-Bois, Saint-Augustin-de-Woburn, Piopolis, Marston, Frontenac, Lac-Mégantic, Audet, Lac-Drolet, Saint-Sébastien, Lambton, Saint-Romain, Stornoway,Stratford, Weedon, Ham-Sud et St-Adrien.

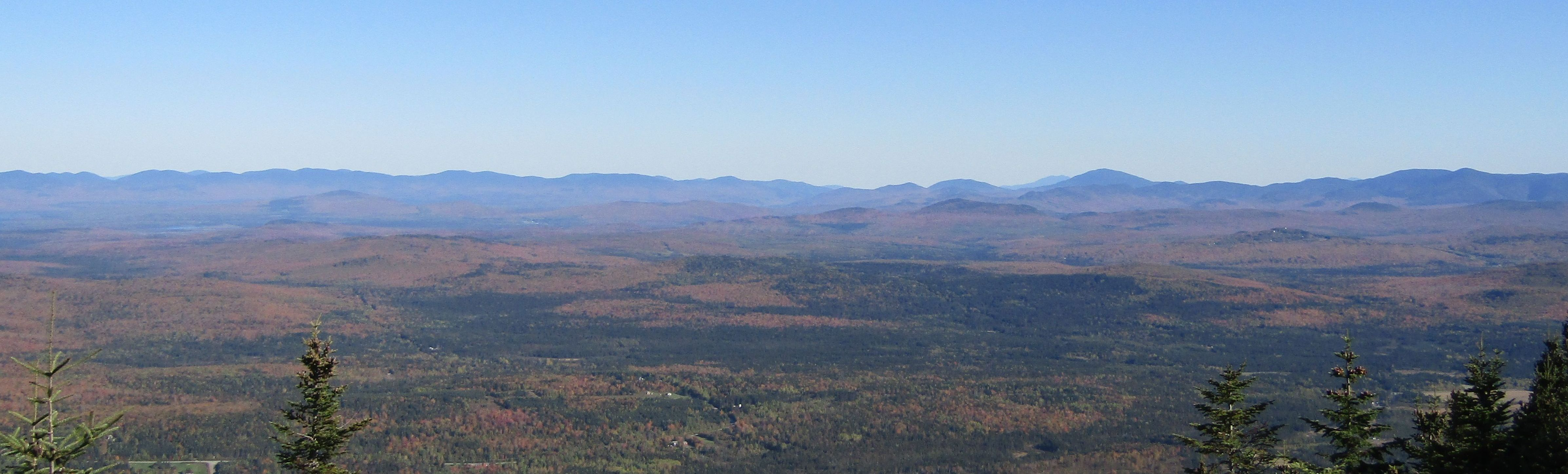
Montagnes frontalières vues du mont Saint-Joseph regardant vers l'est, le mont Gosford est à droite

## Attraits
- Frontenac (Québec)
  - Lac aux Araignées
  - Tour d’observation des Hautes-Appalaches
- Lac-Drolet
  - La Maison du Granit
  - lac Drolet
  - Mont Morne (tour d'observation)
- Audet
  - Chemin Dostie
- Lac-Mégantic
  - Parc de la Croix Lumineuse
  - Parc des Vétérans
  - Au sommet du mont Gosford
- Piopolis
  - Quai de Piopolis
- Notre-Dame-des-Bois
  - Halte de Notre-Dame-des-Bois
- Stratford
  - Sentier de randonnée du Marais Maskinongé

## Sentier de randonnée, marais, tours d’observation et points de vue
Tours d’observation 
- Sentier de randonnée du Marais Maskinongé
- Au sommet du mont Morne
- Tour d’observation des Hautes-Appalaches
- Au sommet du mont Gosford

Belvédère
- Belvédère de Chartierville

 Points de vue 
- La Maison du Granit, Lac-Drolet
- Chemin Dostie, Audet
- Mise à l’eau du lac aux Araignées, via la route 161
- Parc de la croix Lumineuse, Lac-Mégantic
- Parc des Vétérans, Lac-Mégantic
- Quai Piopolis
- Quai de la ferme, route 263 à la tête du lac
- Halte de Notre-Dame-des-Bois
- Belvédère de Chartierville
- Parc national du Mont-Mégantic, Mont-Saint-Joseph

## Attraits touristiques

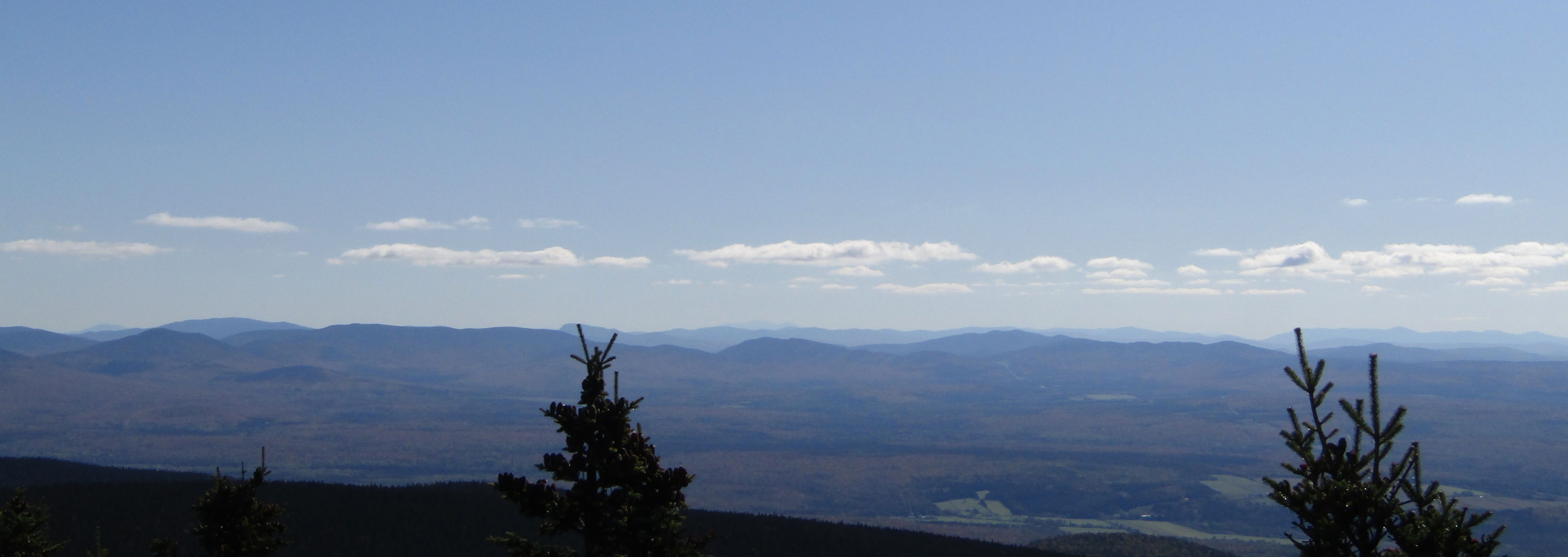
Montagnes Blanches vue depuis le Mont Mégantic vers le sud. Au centre, la silhouette bleutée du Mont Washington est visible.

- Les Sentiers Frontaliers - réseau de sentiers pédestres
- Maison du Granit - Musée installé dans une ancienne carrière de granit de 680 mètres d’altitude
- Mont Gosford
- Parc national de Frontenac
- Pavillon de faune
- Massif de Winslow (Parc national de Frontenac)

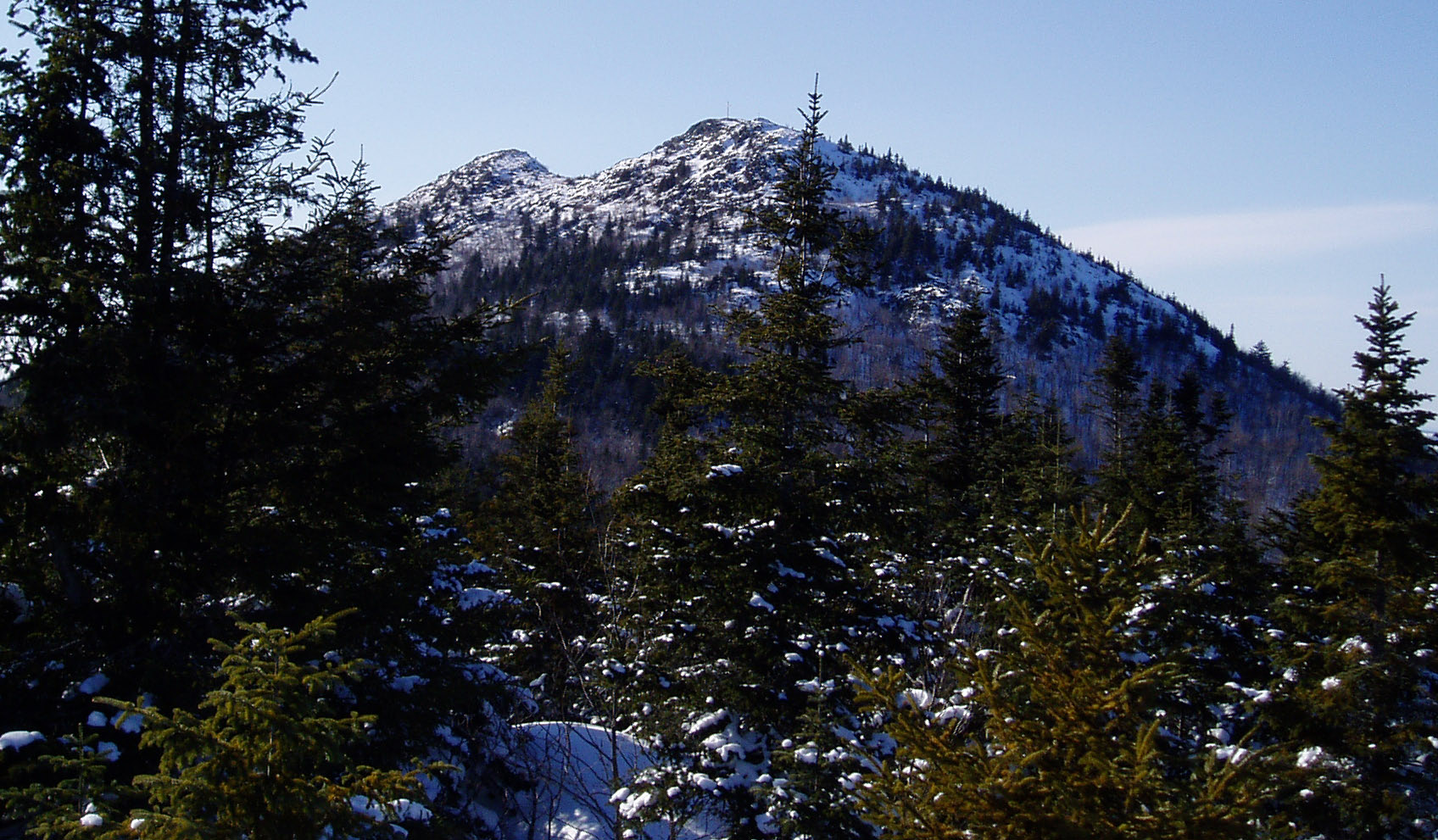
Mont-Ham.
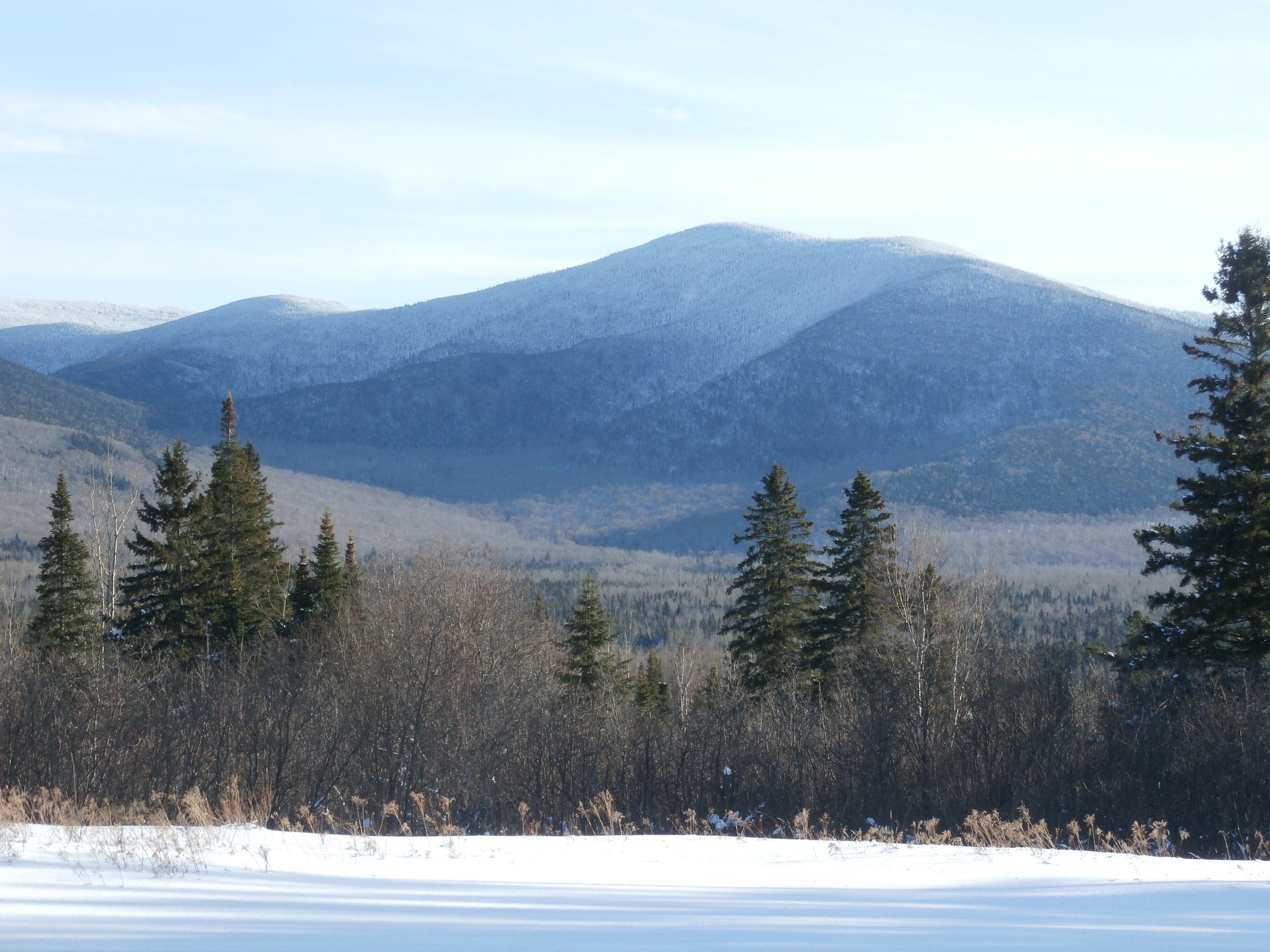
Mont Gosford.
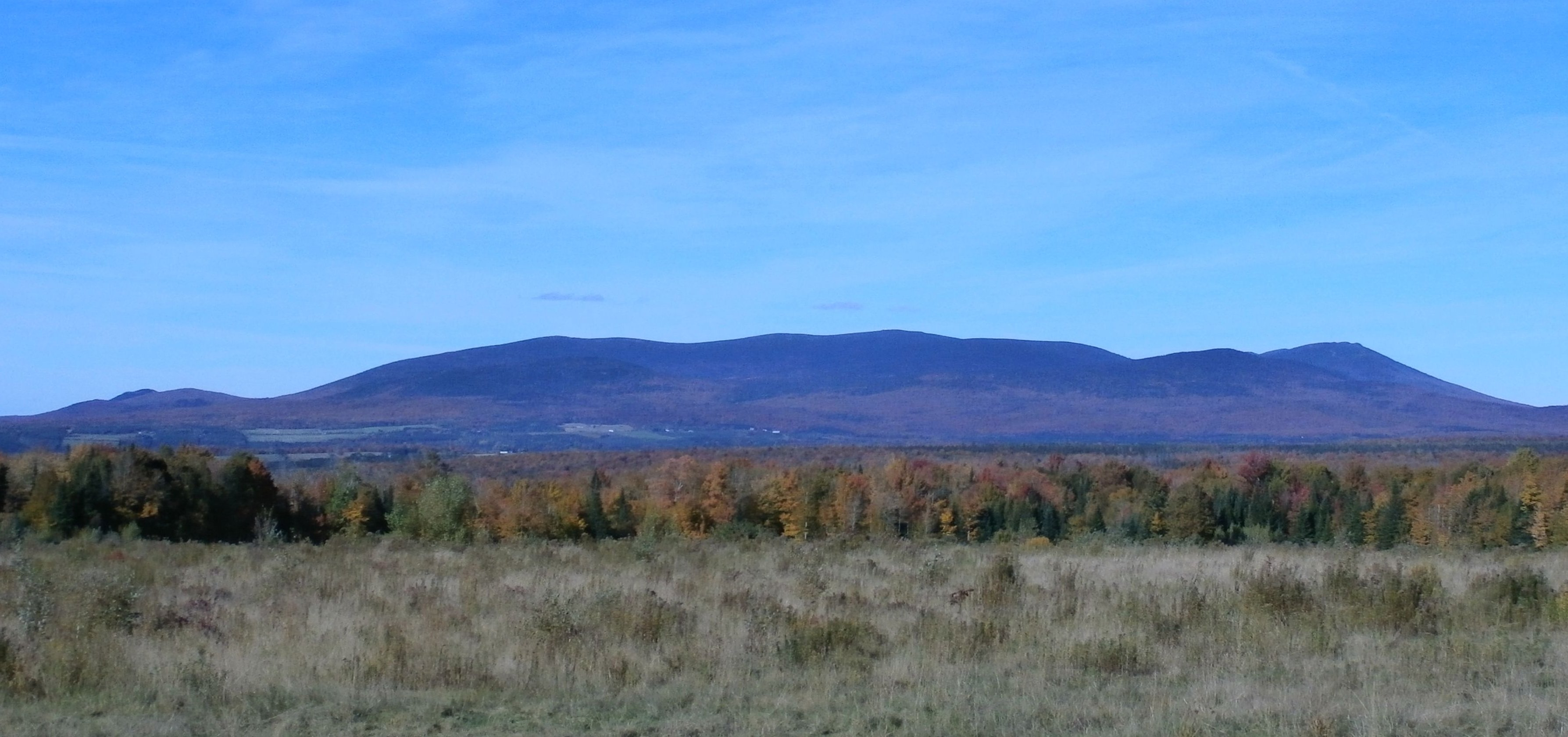
Mont Megantic.
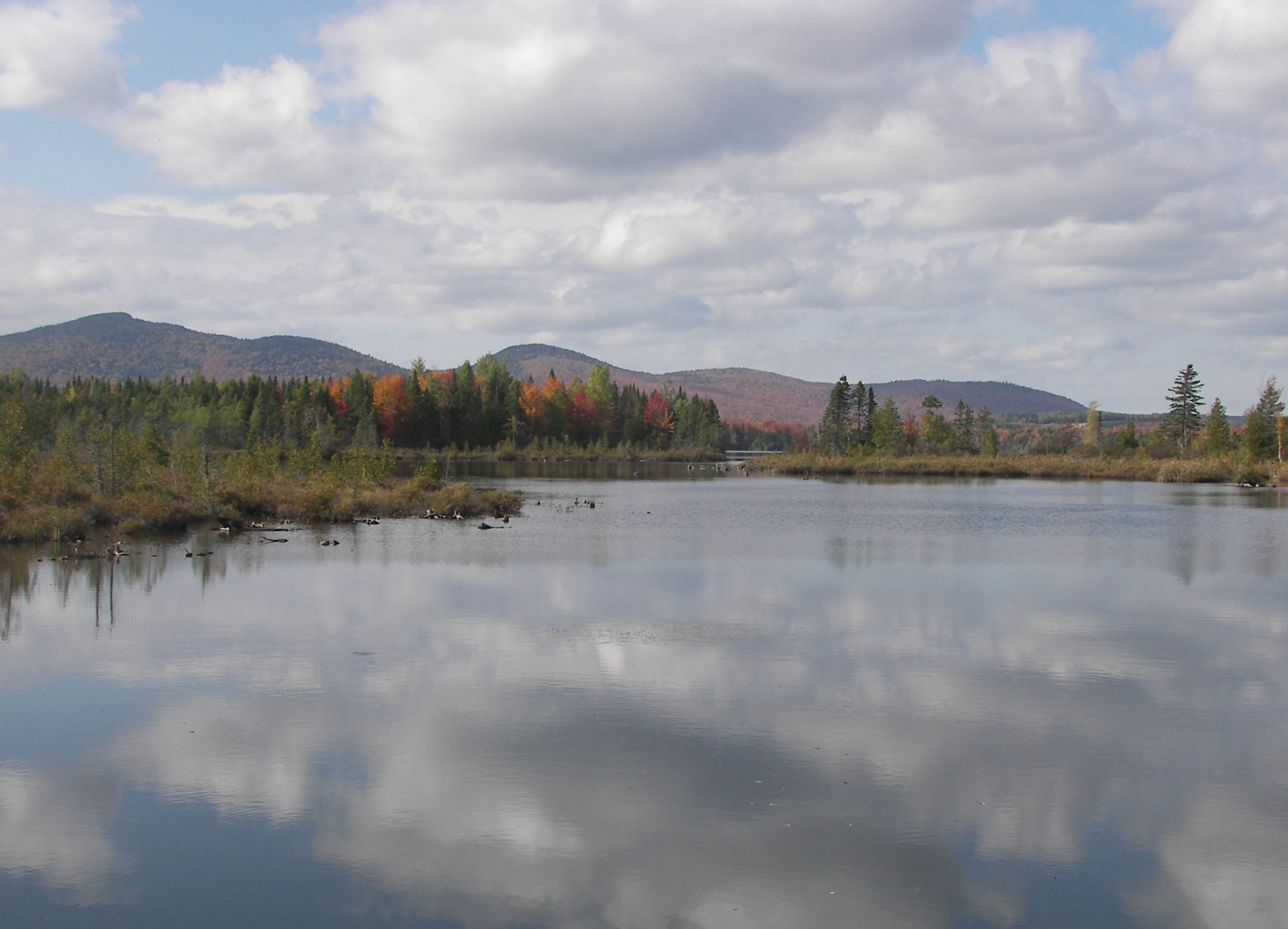
Morne de Lac-Drolet.
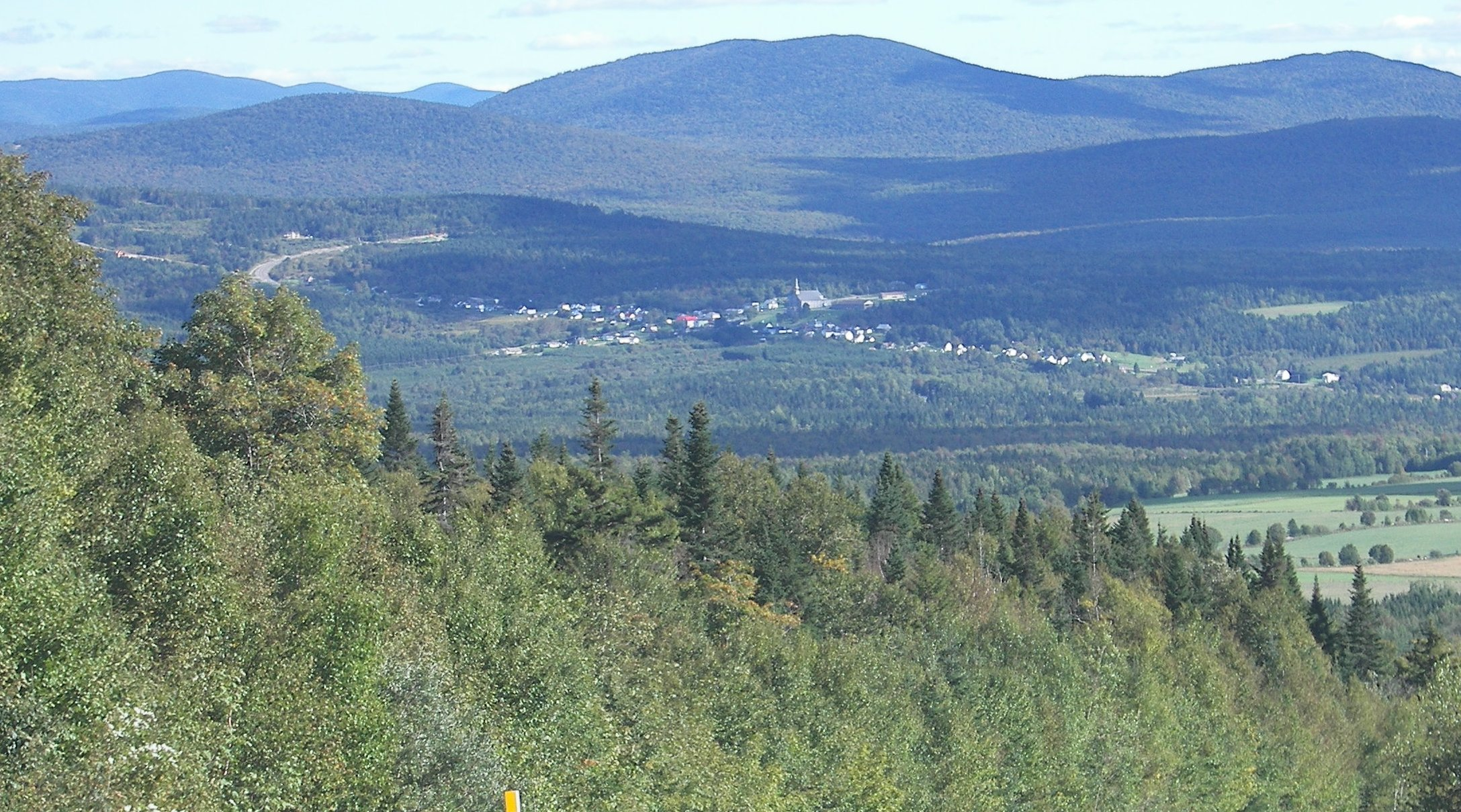
Notre-Dame des Bois.